# Metisella
Metisella là một chi bướm ngày thuộc họ Bướm nâu, thường gọi là sylphs,, được tìm thấy ở Africa. Các sylphs khác xem các chi Astictopterus và Tsitana.

## Các loài
- Metisella abdeli (Krüger, 1928)
- Metisella aegipan (Trimen, 1868) – Mountain Sylph
- Metisella alticola (Aurivillius, 1925)
- Metisella angolana (Karsch, 1896)
- Metisella carsoni (Butler, 1898)
- Metisella congdoni de Jong & Kielland, 1983
- Metisella decipiens (Butler, 1896)
- Metisella formosus (Butler, 1894) – Beautiful Sylph
- Metisella kakamega de Jong, 1976 – Kakamega Sylph
- Metisella kambove (Neave, 1910)
- Metisella kumbona Evans, 1937
- Metisella malgacha (Boisduval, 1833) – Grassveld Sylph
- Metisella medea Evans, 1937
- Metisella meninx (Trimen, 1873) – Marsh Sylph
- Metisella metis (Linnaeus, 1764) – Gold Spotted Sylph
- Metisella midas (Butler, 1894) – Midas Sylph
- Metisella perexcellens (Butler, 1896)
- Metisella quadrisignatus (Butler, 1894) – Four-spot Sylph
- Metisella syrinx (Trimen, 1868) – Bamboo Sylph
- Metisella trisignatus (Neave, 1904) – Three-spot Sylph
- Metisella tsadicus (Aurivillius, 1905)
- Metisella willemi (Wallengren, 1857) – Netted Sylph
- ?Metisella orientalis (Aurivillius, 1925)

## Hình ảnh

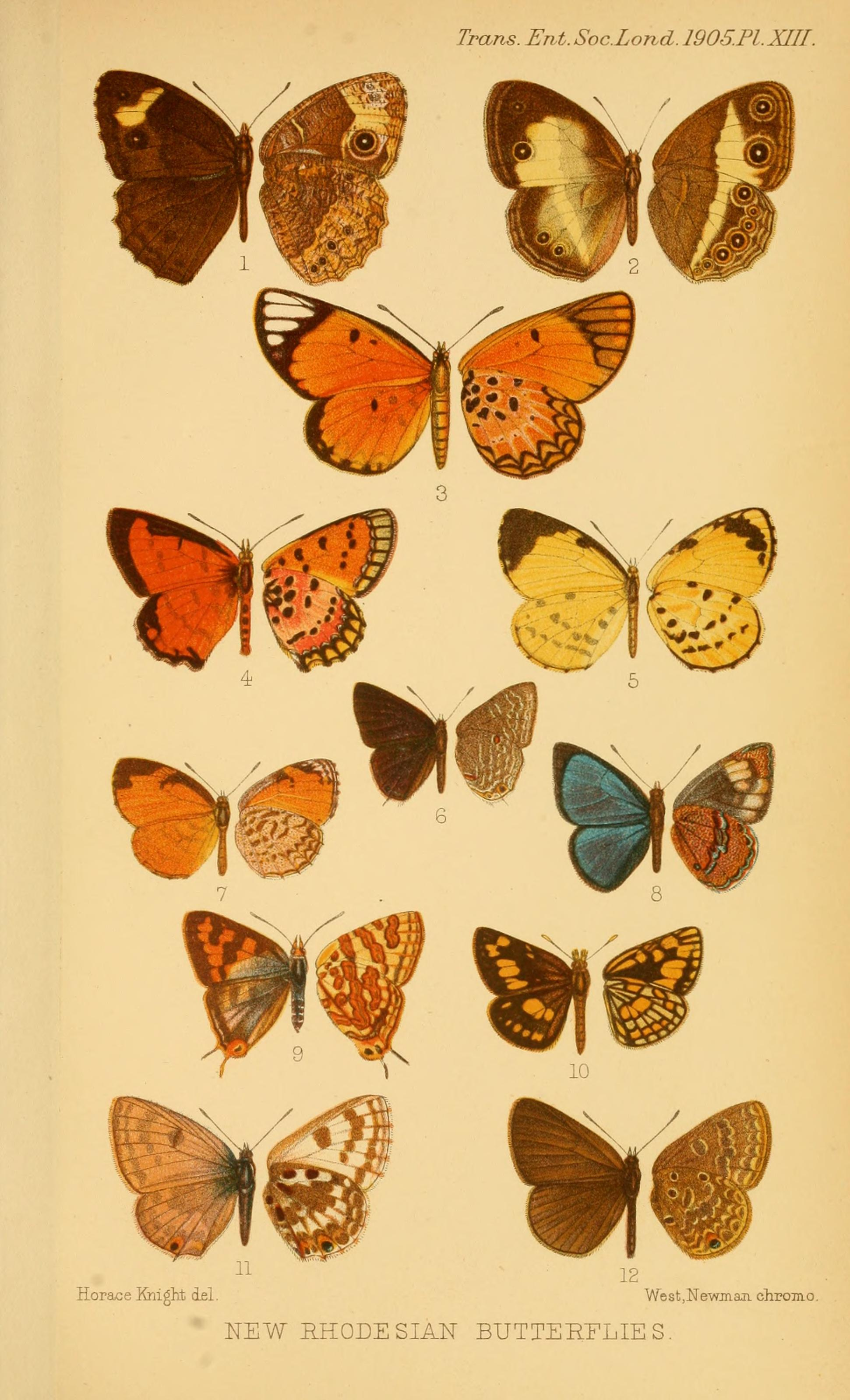